# Alemanner

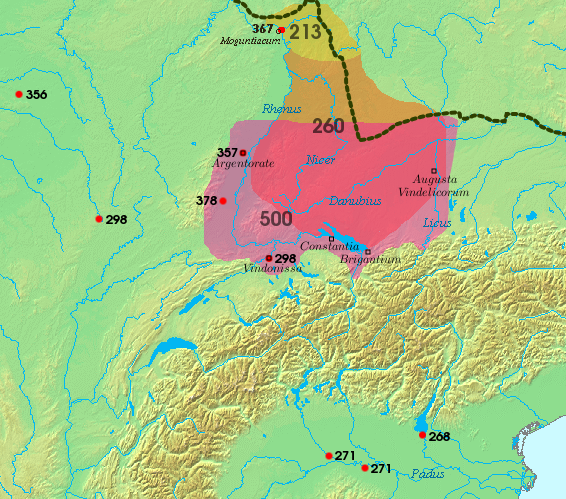
Alemannernas områden 200-500 e.Kr. norr om Alperna, med olika slag markerade med årtal.

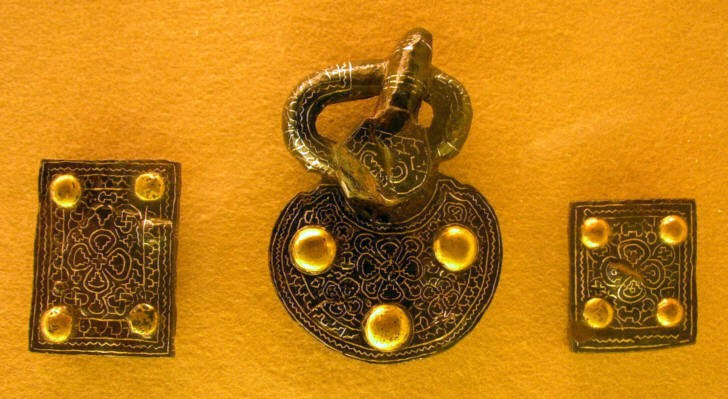
Alemanniska detaljer från ett bälte (600-talet e.Kr.).

Alemanner ("alla män" på forngermanska; "främmande människor" på latin) är namnet på ett germanskt stamförbund, som först omnämndes av Dio Cassius 213. Han placerade dem geografiskt kring floden Main söder om chatterna.
Deras namn, "alla män", antyder att de var en samling av olika stammar. Med största sannolikhet utgjorde dock hermundurerna den stora majoriteten, liksom andra stammar från herminonernas folkgrupp. Andra stammar utgjorde juthunger (jutar?), "Bucinobantes", "Lentienses" och möjligen "Armalausi" (latinska okända namn) samt semnoner, avioner och langobarder(?).
Under 300-talet dyker sveberna på nytt upp. Hermundurerna hörde förmodligen till sveberna men förstärkningen från de svebiska stammarna, bland annat de så kallade Neckar-sveberna från Schwarzwald, rörde sig nu västerut. Senare kom termerna "alamanni" och "Suebi" att användas synonymt trots att många sveber emigrerade till Hispania för att där etablera ett Svebiskt kungadöme som stod emot visigoterna en bit in på 500-talet.
Alemannerna befann sig konstant i konflikt med romerska riket. De inledde en invasion av norra Italien 268 medan romarna hade blivit tvungna att använda stora delar av sin germanska front för att försvara sig mot en gotisk invasion. I början av sommaren kunde Gallienus stoppa deras framfart i Italien men han blev därefter tvungen att engagera sig i hotet från goterna. I september avstyrde han detta hot i slaget vid Naissus, dagens Niš, och hans efterträdare Claudius II Gothicus vände sig sedan norrut mot alemannerna som härjade norr om floden Po. Efter att förhandlingar om ett fredligt tillbakadragande misslyckats, besegrade han dem i slaget vid sjön Benacus (Gardasjön) i november och de utgjorde efter detta inte något hot mot Rom under många år.
I slaget vid Argentoratum 357, dagens Strasbourg, besegrades alemannerna av Julianus Apostata och deras kung Chnodomarius togs tillfånga. 2 januari 366 korsade ett stort antal alemanner den istäckta floden Rhen och invaderade det romerska riket. I början av 400-talet tycks alemannerna ha etablerat sig i dagens Alsace och stora delar av Schweiz. 
Deras kungarike (eller hertigdömet Alemannia senare känt som Schwaben) varade fram till 496 då Klodvig I i och med slaget vid Tolbiacum (Zülpich) inkorporerade det i sitt rike. Alemannerna blev skattskyldiga under de frankiska kungarna, vilka även tillsatte deras hertigar. 476 gjorde hertig Theobald uppror mot Pippin den lille efter att hertigvärdigheten avskaffats. Landet kom därefter att styras, först av grevar och sedan av nuntii camerce, så kallade kammarbud, ett slags högre frankiska ämbetsmän. Dessa kammarbud gjorde sig emellertid under de sista karolingerna alltmer självständiga. En av dem, Erchanger, antog titeln hertig av Alemannien och blev år 917 avrättad såsom upprorisk vasall.

## Etymologiskt arv
Tyskland heter än idag Allemagne på franska och Alemania på spanska, namn hämtade från folkgruppen alemanner.